# Teresa Stadlober
Teresa Stadlober (født 1. februar 1993) er en østrigsk langrendsløber.
Hun repræsenterede Østrig under vinter-OL 2014.
Under vinter-OL 2018 sigtede hun efter en medalje på 30 kilometer, men hun gik galt to gange og endte på en 9. plads.
Ved Vinter-OL 2022 i Beijing vandt hun bronze i 15 km skiathlon. Therese Johaug og Natalya Nepryayeva kom på de to første pladser.
Hun er datter af Alois Stadlober og søster til Luis Stadlober, begge langrendsløbere.